# Mývatn Lacus
Il Mývatn Lacus è una struttura geologica della superficie di Titano.